# Эволюция (пенсионный фонд)
НПФ «Эволюция» (ранее – НПФ «Нефтегарант») — один из крупнейших российских негосударственных пенсионных фондов, учрежденный в 2000 году. Входит в группу «Россиум»-«Регион» .

## История
В 2000 году ОАО «Нефтяная компания „Роснефть“» (99,5%) и ООО «Страховая компания „Нефтеполис“» (0,5%) учреждают НПФ «Нефтегарант».
В 2001—2007 года а результате введения в действие единого стандарта «О негосударственном пенсионом обеспечении работников ОАО «НК „Роснефть“» и его дочерних (зависимых) обществ» началось активное продвижение фонда в регионах присутствия компании «Роснефть».
В 2014 году фонд был включён в состав Совета Национальной ассоциации негосударственных пенсионных фондов (НАПФ).
В результате реорганизации НПФ «Нефтегарант» в форме выделения некоммерческого пенсионного фонда с одновременным его преобразованием в акционерный пенсионный фонд учреждается АО «НПФ „Нефтегарант“» с переходом прав и обязанностей по обязательному пенсионному страхованию от НПФ «Нефтегарант». При этом фонд получил лицензию Банка России на осуществление деятельности по пенсионному обеспечению и пенсионному страхованию № 436 от 08.10.2014.
В 2015 году государственная корпорация «Агентство по страхованию вкладов» включила фонд в реестр участников системы гарантирования прав застрахованных лиц.
В 2016 году фонд осуществил подключение обществ ПАО АНК «Башнефть» к корпоративной пенсионной программе, в результате чего свыше 30 тыс. человек получили возможность сформировать дополнительную негосударственную пенсию на условиях пенсионного стандарта ПАО «НК „Роснефть“».
В конце 2018 года завершена реорганизация фонда в форме присоединения к нему АО «НПФ „Нефтегарант-НПО“» и АО «НПФ Согласие-ОПС».
В августе 2019 года фонд изменил свое название с АО «НПФ „Нефтегарант“» на АО «НПФ Эволюция». Фонд внесен в реестр членов «Альянс пенсионных фондов» (АНПФ).
В 2020 году завершена реорганизация фонда в форме присоединения к нему трёх фондов: АО «НПФ Согласие», АО «НПФ „Образование“» и АО «НПФ „Социальное развитие“».
В 2021 году на базе «НПФ Эволюция» анонсировано объединение части пенсионных активов группы «Россиум»-«Регион» . В объединённый фонд войдут НПФ «Будущее», НПФ «Достойное будущее», НПФ «УГМК-Перспектива» (современное название – НПФ «Перспектива») и НПФ «Большой».
В 2022 году фонд объявил о прекращении ранее объявленной реорганизации и о продолжении деятельности всех прежде вовлечённых в этот процесс фондов в качестве самостоятельных лиц. В ноябре фонд получил награду XVII Премии «Финансовая элита России 2021/2022» в номинации «Корпоративная пенсионная программа года».
В 2023 году Агентство по страхованию вкладов включило фонд в реестр участников системы гарантирования прав участников НПФ по негосударственному пенсионному обеспечению. С этого момента фонд участвует в системах гарантирования по обоим доступным видам деятельности: в системе обязательного пенсионного страхования и негосударственного пенсионного обеспечения.
В 2024 году фонд одним из первых НПФ запустил деятельность в рамках стартовавшей в том же году программе долгосрочных сбережений (сокращенно – ПДС). Тогда же система гарантирования прав участников НПФ по НПО была распространена и на защиту интересов участников по ПДС.

## Деятельность
В соответствии с федеральным законом «О негосударственных пенсионных фондах» фонд осуществляет деятельность по обязательному пенсионному страхованию граждан (ОПС) и негосударственному пенсионному обеспечению (НПО) физических и юридических лиц. ПАО «НК „Роснефть“» и общества группы остаются важными клиентами фонда и продолжат формировать в нем корпоративные программы для сотрудников.

## Основные показатели
На конец III кв. 2024 года:
- активы фонда — 401,9 млрд руб., в том числе:
  - средства пенсионных накоплений — 203,0 млрд руб.;
  - средства пенсионных резервов — 190,5 млрд руб.
- число застрахованных лиц — 1,9 млн человек;
- количество участников негосударственного пенсионного обеспечения — 205,8 тыс. человек;
  - в том числе получающих негосударственную пенсию 95,9 тыс. человек.

## Рейтинги
| Национальная шкала | Прогноз       | Рейтинг под наблюдением | Дата       |
| ------------------ | ------------- | ----------------------- | ---------- |
| ruAAA              | Стабильный    | -                       | 30.05.2025 |
| ruAAA              | Стабильный    | -                       | 30.05.2024 |
| ruAAA              | Стабильный    | -                       | 02.06.2023 |
| ruAAA              | Стабильный    | -                       | 17.06.2022 |
| ruAAA              | Стабильный    | -                       | 18.06.2021 |
| ruAAA              | Стабильный    | -                       | 18.06.2021 |
| ruAAA              | Стабильный    | -                       | 18.06.2020 |
| ruAAA              | Стабильный    | Наблюдение снято        | 20.06.2019 |
| ruAA+              | Развивающийся | Рейтинг под наблюдением | 02.11.2018 |
| ruAA+              | Стабильный    | -                       | 04.12.2017 |
| ruAA               | Стабильный    | -                       | 18.07.2017 |
| A++                | Стабильный    | -                       | 28.10.2016 |

| Национальная шкала | Прогноз    | Рейтинг под наблюдением | Дата экспертного комитета |
| ------------------ | ---------- | ----------------------- | ------------------------- |
| AAA\|ru.pf\|       | Стабильный | -                       | 27.12.2024                |
| AAA\|ru.pf\|       | Стабильный | -                       | 28.12.2023                |
| AAA\|ru.pf\|       | Стабильный | -                       | 27.12.2022                |
| AAA\|ru.pf\|       | Стабильный | -                       | 23.12.2021                |
| AAA\|ru.pf\|       | Стабильный | -                       | 24.12.2020                |
| AAA\|ru.pf\|       | Стабильный | -                       | 26.12.2019                |